# Jozéf Wittlin
Jozéf Wittlin (Dymitrów, 17 agosto 1896 – New York, 28 febbraio 1976) è stato uno scrittore polacco.
Durante la prima guerra mondiale combatté nell'esercito austro-ungarico, esperienza che narrò nel suo Il sale della terra (1935).
Traduttore dell’Odissea, fu inoltre redattore del Settimanale polacco negli USA.